# Ondergang (roman)
Nightfall, destijds vertaald als Wanneer de nacht valt is een kort verhaal geschreven door Isaac Asimov. Het verscheen vermoedelijk voor het eerst in Nederland in de verzamelbundel Sciencefictionverhalen 3 bij Prisma Pockets in 1964. Asimov schreef het op verzoek van John W. Campbell redacteur van Astounding Science Fiction. Asimov was nog een student scheikunde toen hij het schreef. Campbell hielp Asimov aan inspiratiebron Ralph Waldo Emerson, die stelde: "If the stars should appear one night in a thousand years, how would men believe and adore, and preserve for many generations the remembrance of the city of God!" Asimov schreef er aan tussen 17 maart en 9 april 1941 en verkocht het aan Campbell op 24 april; zijn gage was 166 Amerikaanse dollars. Latere vertalingen hielden titels aan als Zonsondergang etc.  
De Amerikaanse schrijver Robert Silverberg werkte het verhaal rond 1990 uit tot de roman Nightfall, dat toen vertaald werd als Ondergang. Deze roman werd later weer verfilmd.

## Synopsis
De planeet Lagasj (bij Silverberg-versie Kalgash) heeft zes zonnen om zich heen, waarvan minstens een altijd zichtbaar is, ten minste aan de Universiteit van Saro, waar het verhaal zich afspeelt. Op de omschreven avond schuift een onbekend hemellichaam voor de dan enig zichtbare zon Beta en dreigt die te verduisteren. Een aantal geleerden ziet echter verband met het verleden, want ongeveer om de 2049 wordt de beschaving op hun planeet vernietigd door een allesoverheersende paniek, hysterie en gevoel van claustrofobie. De wetenschappers blijven het fenomeen (van een heldere zon tot rode gloed) volgen en blijven voorts hopen dat hun nu met alle kennis die ze dan hebben, een catastrofe bespaard blijft. Als alles donker is, zit de bevolking ineens met miljoenen zichtbare sterren om zich heen, die ze normaal door het zonlicht nooit zien. Het verhaal sluit af met een rode gloed die vanuit de nabijgelegen stad opdoemt. 